# Climene (torpediniera)
La Climene è stata una torpediniera della Regia Marina.

## Storia
Dopo un periodo iniziale di addestramento, la nave venne destinata alla VIII Squadriglia Torpediniere e dislocata a Messina. La nave operò quindi in Sicilia, circumnavigando più volte l'isola.
Nell'estate del 1937, durante la guerra civile spagnola, la torpediniera, di base a Trapani, fu impiegata in cinque missioni di contrasto al contrabbando a favore delle truppe repubblicane spagnole.
Nel 1938 la Climene venne assegnata alla Divisione Scuola Comando (partecipando a tutte le attività di tale formazione dal 1938 al 1940) e quindi alla XI Squadriglia Torpediniere. Nel 1939, partita da Taranto, partecipò alle operazioni per l'occupazione dell'Albania.
All'ingresso dell'Italia nella seconda guerra mondiale la Climene faceva parte della XI Squadriglia Torpediniere di base a Tripoli, che formava unitamente alle gemelle Cigno, Castore e Centauro.
Nel corso del conflitto la nave fu impiegata in svariate missioni di scorta convogli, inizialmente (giugno 1940-fine 1941) da e per la Libia, poi (fine 1941-fine 1942) per la scorta in alto mare al largo della Sicilia, successivamente tra Grecia ed Italia meridionale ed in ultimo tra Sicilia e Tunisia, subendo più volte attacchi aerei.
Dal 29 al 31 luglio la Climene e le gemelle Circe, Clio e Centauro scortarono da Napoli a Messina e quindi (con il rinforzo delle torpediniere Airone, Alcione, Ariel ed Aretusa) a Bengasi, nell'ambito dell'operazione «Trasporto Veloce Lento», un convoglio formato dal trasporto truppe Marco Polo e dagli incrociatori ausiliari Città di Palermo e Città di Napoli.
Alle 2.30 di notte del 12 ottobre 1940 la Climene salpò da Tripoli e scortò a Bengasi un convoglio composto dalla nave cisterna Utilitas e dai piroscafi Tenace ed Amba Alagi.
Nel corso del 1941 le scarsamente efficienti mitragliere da 13,2 mm vennero sbarcate e sostituite da 6-10 armi da 20/65 mm, di maggiore efficacia.
Il 18 aprile 1941 la Climene lasciò Trapani di scorta alla pirocisterna Alberto Fassio e si unì ad un convoglio partito da Palermo (piroscafi Nicolò Odero, Maddalena Odero ed Isarco scortati dalle torpediniere La Farina, Mosto e Calliope); dopo essere stato raggiunto anche dalla nave cisterna Luisiano scortata dalla torpediniera Orione, il convoglio giunse a Tripoli il 21.
Il 5 maggio la torpediniera lasciò Tripoli di scorta ai piroscafi tedeschi Brook e Tilly L. M. Russ e l'indomani il sommergibile HMS Triumph attaccò il convoglio al largo di Buerat el Hsum, senza tuttavia colpire alcuna nave.
Il 25 maggio 1941 l'unità effettuò un'azione antisommergibile nelle acque di Tripoli, azione il cui esito non poté essere accertato.
Il 10 luglio la Climene ed un'altra torpediniera, la vecchia Calatafimi, danneggiarono il sommergibile HMS Torbay, che aveva silurato e seriamente danneggiato, in posizione 37°30' N e 24°16' E (canale di Zea) la motocisterna Strombo.
Tra il 12 ed il 13 dicembre 1941 la Climene avrebbe dovuto scortare, insieme alla gemella Cigno, i due incrociatori leggeri Alberico da Barbiano e Alberto di Giussano in missione di trasporto da Palermo a Tripoli di 135 militari e di un carico di 100 tonnellate di benzina avio, 250 di gasolio, 600 di nafta e 900 di provviste. La nave non poté tuttavia partire a causa di avarie alle macchine e rimase quindi a Palermo. Nella notte successiva quattro cacciatorpediniere britannici attaccarono a sorpresa la formazione italiana, affondando entrambi gli incrociatori e provocando la perdita di 800-900 uomini.
Nel pomeriggio dell'11 maggio 1942 la nave partì da Napoli per Tripoli di scorta – insieme ai cacciatorpediniere da Recco e Premuda ed alle torpediniere Castore, Pallade e Polluce – ad un convoglio composto dalle moderne motonavi da carico Gino Allegri, Reginaldo Giuliani, Ravello, Agostino Bertani ed Unione e dal grosso piroscafo tedesco Reichenfels: si trattava dell'operazione di traffico «Mira», che prevedeva l'invio in Libia di 58 carri armati, 713 veicoli, 3086 tonnellate di combustibili ed olii lubrificanti, 513 uomini e 17.505 t di munizioni ed altri rifornimenti. La Giuliani fu colta da un'avaria alle pompe e dovette ripiegare su Palermo; per scortarla fu distaccato il Premuda. Il resto del convoglio giunse indenne a destinazione.

La Climene con la livrea mimetica in uso nel 1942

Tra il 20 ed il 21 agosto, mentre scortava un convoglio, la Climene, durante alcuni attacchi aerei, reagì contribuendo ad abbattere tre bombardieri Bristol Beaufort ed un caccia Bristol Beaufighter.
Il 24 agosto la Climene e la gemella Polluce si aggregarono al Pireo, insieme al piroscafo Tergestea, ad un convoglio proveniente da Brindisi e composto dal cacciatorpediniere Da Recco e dalla motonave Manfredo Camperio. Ripartito il convoglio per Bengasi, alle 7.49 del 27 agosto la Camperio fu silurata dal sommergibile HMS Umbra e s'incendiò. Mentre la Polluce tentava inutilmente assistere la nave danneggiata (che alla fine dovette essere abbandonata ed autoaffondata) ed il Da Recco dava la caccia al sommergibile attaccante, la Climene ricevette l'ordine di proseguire e scortare il Tergestea verso la destinazione. Durante tale navigazione la torpediniera rilevò un secondo sommergibile (poi attaccato dalla torpediniera Orsa) e lo segnalò al Da Recco, ricevendone l'ordine di modificare la rotta. Dopo aver ritenuto di aver affondato la prima unità subacquea nemica, il Da Recco si unì a Climene e Tergestea. Verso il tramonto dello stesso giorno alcuni velivoli della scorta aerea iniziarono a segnalare qualcosa a 7-8 miglia di distanza: la Climene, inviata ad investigare, trovò quattro zattere di salvataggio. Raggiunta dal Da Recco, la torpediniera recuperò da uno zatterino due prigionieri indiani, mentre il Da Recco ne recuperava altri due (uno neozelandese ed uno sudafricano) da un'altra imbarcazione (le rimanenti due erano vuote). Si trattava degli unici quattro sopravvissuti di un gruppo di circa cento uomini finito in mare 15 giorni prima, in seguito al siluramento della motonave Nino Bixio. Uno dei due naufraghi recuperati dalla Climene spirò poco dopo essere stato portato a terra, per le conseguenze dell'ingerimento del kapok del proprio giubbotto di salvataggio.
Alle 10.48 del 16 novembre il convoglio – motocisterna Labor e piroscafo Menes – che la Climene e la gemella Calliope stavano scortando a nordovest di Marettimo venne attaccato dal sommergibile HMS Parthian nel punto 38°03' N e 11°51' E con quattro siluri, nessuno dei quali andò a segno.
Alle nove di mattina del 1º dicembre la nave salpò da Palermo per scortare a Tunisi, insieme al cacciatorpediniere Lampo, la motocisterna Giorgio, carica di benzina; tale nave, però, fu colpita da aerei, e s'incendiò, ma l'incendio, dopo alcune ore, poté essere circoscritto ed il Lampo portò la nave ad incagliare nei pressi di Trapani, da dove poi la Giorgio fu rimorchiata a Palermo.
Il 15 aprile 1943 la Climene e la moderna torpediniera di scorta Tifone salparono da Palermo ed andarono a rinforzare la scorta (torpediniere Cigno e Cassiopea) di un convoglio (composto dalla sola motonave Belluno) partito da Trapani due ore prima e diretto a Tunisi. Il 16 aprile 1943, verso le 2.38, il convoglio fu attaccato, a sudovest di Marsala, dai cacciatorpediniere britannici Paladin e Pakenham: mentre Cigno e Cassiopea affrontavano le due navi nemiche (la Cigno affondò e la Cassiopea ebbe gravissimi danni, mentre entrambi i cacciatorpediniere britannici furono pesantemente danneggiati ed il Pakenham fu infine costretto ad autoaffondarsi per la gravità dei danni), Climene e Tifone si allontanarono scortando la Belluno indenne a destinazione. Successivamente la Climene fornì assistenza alla malridotta Cassiopea, che andava alla deriva in fiamme, e la rimorchiò a Trapani e quindi a Taranto.

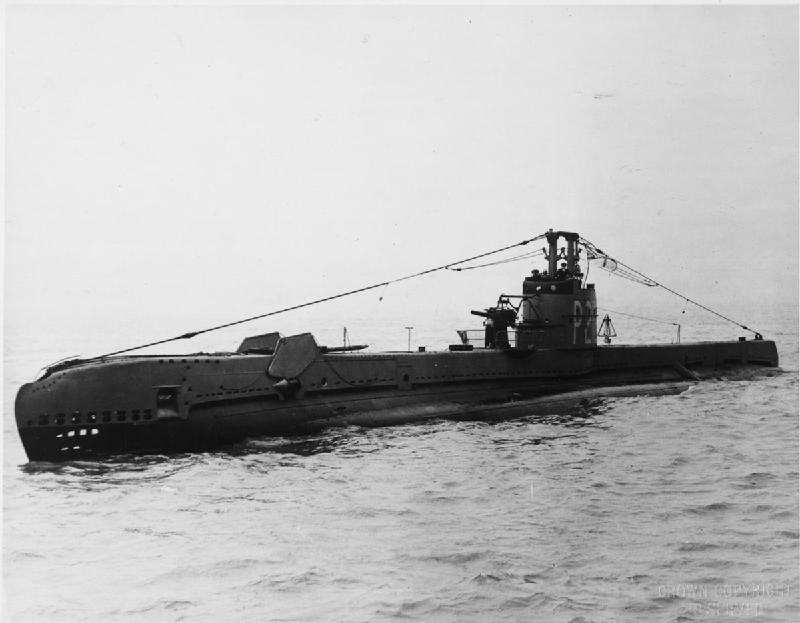
Il sommergibile inglese Sahib, affondato dalla Climene il 24 aprile 1943

Alla mezzanotte del 23 aprile la torpediniera (al comando del tenente di vascello Mario Colussi), salpò da Messina per scortare in Tunisia, unitamente alle moderne corvette Gabbiano ed Euterpe ed alla vecchia torpediniera Cascino, il piroscafo Galiola, carico di munizioni. Verso le sei del mattino (ora italiana) del 24 aprile il sommergibile britannico Sahib silurò il Galiola tra Vulcano e la costa settentrionale siciliana, lungo la quale il convoglio stava precedendo, ed il piroscafo saltò in aria, inabissandosi in tre minuti spezzato in due. Mentre le torpediniere provvedevano a salvare i pochi superstiti, il Sahib era giunto quasi ad affiorare e fu perciò avvistato da un bombardiere tedesco Junkers Ju 88, che gli lanciò una bomba senza tuttavia colpirlo; la Climene quasi subito rilevò l'unità nemica con l'ecogoniometro passò quindi al contrattacco insieme alle due corvette, con il lancio di complessivamente 30 bombe di profondità. Gravemente danneggiato dagli scoppi e con falle a bordo alle 5.45 (ora inglese), il Sahib dovette emergere, venendo mitragliato dallo Ju 88 e dalle unità della scorta. L'intero equipaggio dell'unità inglese – 48 uomini – abbandonò quindi il sommergibile, dopo aver avviato le manovre di autoaffondamento. Centrato anche dal tiro d'artiglieria della Climene, il Sahib s'inabissò di poppa poco dopo, in posizione 38°30' N e 15°15' E (a due miglia da Capo Milazzo). Tutto l'equipaggio dell'unità inglese venne salvato dalle unità italiane, ma un marinaio morì successivamente per le ferite.
Il 25 aprile la Climene, durante un attacco aereo nei pressi di Ras Mustafà, abbatté con le proprie mitragliere due bombardieri nemici.
Due giorni dopo, alle due del pomeriggio del 27 aprile 1943, la Climene salpò da Trapani e diresse per incontrare nel Canale di Sicilia i trasporti militari tedeschi KT 5 e KT 14, che avrebbe dovuto scortare a Tunisi. Alle 10.30 del 28 aprile la torpediniera, in navigazione a circa 25 miglia a sudovest di Marettimo dopo aver da poco incontrato i due trasporti ed essersi posta a loro scorta, venne attaccata dal sommergibile britannico Unshaken, che le lanciò tre siluri: la nave riuscì ad evitare la prima arma con la manovra, ma la seconda raggiunse a centro nave l'unità, che si spezzò in due ed affondò in tre minuti, in posizione 37°45' N e 11°33' E (circa 35 miglia a sudovest di Marsala ed a 35 miglia per 250° da Marettimo), scomparendo sotto la superficie alle 10.35.
Perirono con la nave 53 uomini, mentre 91 sopravvissuti, tra i quali anche il comandante Colussi, vennero recuperati dalla nave soccorso Laurana.
Nel corso della guerra la Climene aveva effettuato complessivamente 84 missioni di scorta e 16 offensivo-esplorative.